# Lysander Weiß
Lysander Weiß (* 7. September 1988 in Thedinghausen) ist ein deutscher Wirtschaftswissenschaftler, Unternehmensberater und Sachbuchautor zu den Themen Strategie, Innovation und Organisation.

## Berufliche Laufbahn
Neben seinem Studium an der Hochschule Weserbergland, der Universität Kapstadt und der Jönköping International Business School arbeitete Weiß in der Finanzwirtschaft und hielt verschiedene Positionen bei der Commerzbank, der Norddeutschen Landesbank in Singapur sowie der Unternehmensberatung Zeb.Rolfes.Schierenbeck.Associates. 2014 wechselte er zur Unternehmensberatung Venture Idea und stieg dort 2017 zum Partner auf. 2018 veröffentlichte Weiß gemeinsam mit Lucas Sauberschwarz mit „Das Comeback der Konzerne“ sein erstes Sachbuch im Vahlen-Verlag, dem eine Vielzahl weiterer Veröffentlichungen folgte.
Von 2020 bis 2023 war Lysander Weiß externer Doktorand am Dr. Ing. h.c. F. Porsche AG Lehrstuhl für Strategisches Management und Entrepreneurship im digitalen Zeitalter der HHL Leipzig Graduate School of Management. Nach erfolgreichem Abschluss seines Promotionsstudiums ist er dort als Senior Research Fellow am Lehrstuhl für strategisches Unternehmertum tätig. Darüber hinaus ist Lysander Weiß externe Lehrfakultät an der HPI d-school am Hasso-Plattner-Institut in Potsdam, sowie Gastdozent an weiteren Universitäten und Business Schools. Im November 2020 wurde Weiß als Experte für Management Consulting, Innovation & Growth und Corporate Strategy in den Forbes Business Council berufen und schreibt seit 2024 für das Onlinemagazin „NewManagement“ der Haufe Verlagsgruppe gemeinsam mit Lucas Sauberschwarz regelmäßig die Kolumne „Futureproof“ zu strategischer Erneuerung und Innovation in etablierten Unternehmen.

## Veröffentlichungen (Auswahl)
- mit Lucas Sauberschwarz: Das Comeback der Konzerne. Wie große Unternehmen mit effizienten Innovationen den Kampf gegen disruptive Start-ups gewinnen. Vahlen, München 2018, ISBN 978-3-800-65537-3.
  - in englischer Übersetzung: The Corporates Strike Back. How Large Companies Win the Innovation Race Against Disruptive Start-ups. Springer, Cham 2022, ISBN 978-3-030-79113-1
- mit Nicolas Burkhardt, Alexander Kornelsen, Florian Lanzer, Lucas Sauberschwarz: Good Job! Neue Impulse für eine absurde Arbeitswelt. Vahlen, München 2019, ISBN 978-3-800-65653-0.
- mit Florian Lanzer, Lucas Sauberschwarz: Erfolgreich durch die Krise. Strategieentwicklung in Zeiten von Finanzkrise bis Corona. Gabler, Wiesbaden 2020, ISBN 978-3-658-30542-0.
- mit Kerstin Dämon, Saskia Eversloh, Lucas Sauberschwarz: NewWorkPlaybook. Mit sanfter Veränderung zu radikaler Verbesserung. Vahlen, München, 2023, ISBN 978-3-8006-6361-3.
- mit Ruben Mosblech, Lucas Sauberschwarz, Sebastian Vieregg: New Normal Marketing. Aufbruch zu einer resilienten Marketingorganisation. Haufe, Freiburg 2024, ISBN 978-3-648-17394-7.
- mit Florian Lanzer, Lucas Sauberschwarz, Thorben Sertler: Strategische Agilität. Dynamische Strategieentwicklung und -anpassung in turbulenten Zeiten. Springer Gabler, Berlin 2024, ISBN 978-3-658-45421-0.
- mit Dominik Kanbach, Sascha Kraus, Marina Dabić: Strategic corporate venturing in interlinked ambidextrous units: An exploratory model. European Management Journal, 2023, doi:10.1016/j.emj.2023.02.003.
- mit Dominik Kanbach: Leveraging new business innovation for strategic renewal: An organizational framework for strategic corporate venturing. Creativity and Innovation Management, 2023, doi:10.1111/caim.12553[7].
- mit Dominik Kanbach: Toward an integrated framework of corporate venturing for organizational ambidexterity as a dynamic capability. Management Review Quarterly, 2022, doi:10.1007/s11301-021-00223-y.[8]
- mit Lucas Sauberschwarz: StrategyLab–Gestaltung strategischer Innovationseinheiten mit nachhaltigem Wertbeitrag. In Smolinski, R. (eds) Modernes Innovationsmanagement. Springer Gabler, Wiesbaden.[9]